# Amphoricarpos exsul
Amphoricarpos exsul là một loài thực vật có hoa trong họ Cúc. Loài này được O.Schwarz mô tả khoa học đầu tiên năm 1970.